# 吕耶勒格拉沃莱
吕耶勒格拉沃莱（法語：Ruillé-le-Gravelais，法語發音：[ʁɥije lə ɡʁavlɛ]）是法国马耶讷省的一个旧市镇，位于该省西部，属于拉瓦勒区。2016年1月1日，吕耶勒格拉沃莱和相邻的卢瓦龙合并为新市镇卢瓦龙-吕耶（Loiron-Ruillé）

## 地理
吕耶勒格拉沃莱（48°3'21"N, 0°57'19"W）面积16.94 平方千米，位于法国卢瓦尔河地区大区马耶讷省，该省份为法国西北部内陆省份，北起芒什省和奧恩省，西接伊勒-维莱讷省，南至曼恩-卢瓦尔省，东临萨尔特省。
与吕耶勒格拉沃莱接壤的市镇（或旧市镇、城区）包括：拉布吕拉特、拉格拉韦勒、卢瓦龙-吕耶、蒙让、圣西尔勒格拉沃莱。

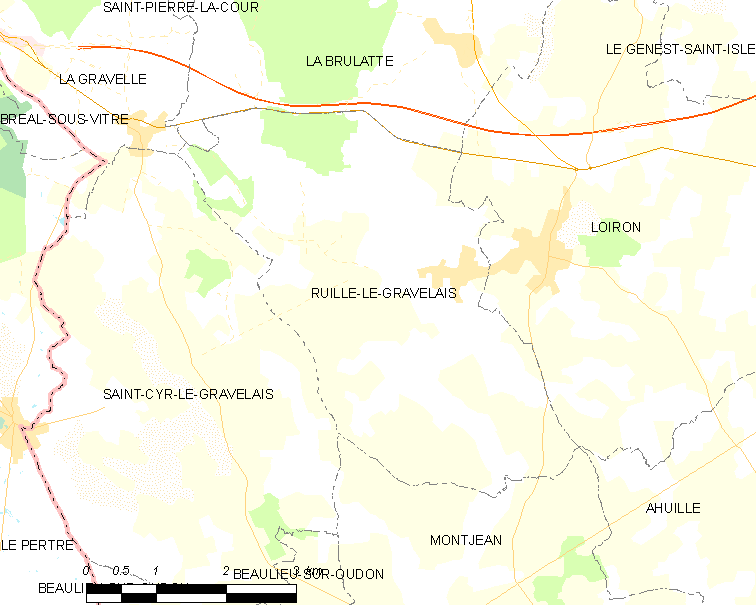
吕耶勒格拉沃莱的OSM定位图

吕耶勒格拉沃莱的时区为UTC+01:00、UTC+02:00（夏令时）。

## 行政
吕耶勒格拉沃莱的邮政编码为53320，INSEE市镇编码为53194。

## 政治
吕耶勒格拉沃莱所属的省级选区为卢瓦龙-吕耶县。

## 人口

1962-2008年间吕耶勒格拉沃莱人口变化图示

吕耶勒格拉沃莱于2018年1月1日时的人口数量为993人。